# Pseudofabriciola longipyga
Pseudofabriciola longipyga är en ringmaskart som beskrevs av Fitzhugh, Giangrande och Simboura 1994. Pseudofabriciola longipyga ingår i släktet Pseudofabriciola och familjen Sabellidae. Inga underarter finns listade i Catalogue of Life.